# Arabe oranais
L'arabe oranais ou  simplement « l'oranais » (autonyme : derja wahrania) est la variante régionale occidentale de l'arabe algérien, c'est l'ensemble des  parlers arabes de l'Ouest algérien, à l'exception de la ville de Tlemcen.
Il appartient à la famille dite de « l'arabe algérien » et à la grande famille dite de « l'arabe maghrébin ».
Il s'établit sur un fond arabe, marqué par un substrat berbère et, dans le cas du parler d'Oran, espagnol.
L'arabe oranais s'est fait connaitre hors de l'Algérie, notamment grâce au raï depuis les années 1980.

## Historique
À la suite de l'introduction de la langue arabe, à Tlemcen, dans les premiers siècles suivant l'islamisation de la région, la ville sert de « foyer d'arabisation » de la région, selon un « triangle » Tlemcen-Honaïne-Rachgoun. De ce processus découlent les parlers dits « pré-hilaliens » que sont l'arabe tlemcénien et les parlers villageois des environs. Les parlers pré-hilaliens ou « non-hilaliens » seront renforcés par la suite, avec l'arrivée des réfugiés d'Al-Andalus à partir du XVe siècle puis des Morisques au XVIIe siècle.
Le XIIIe siècle voit l'arrivée des tribus arabes hilaliennes, qui fusionnent avec les populations berbères des hauts-plateaux et les arabisent, et qui migrent jusqu'à Oran. Cette période voit l'introduction d'une nouvelle variante de parlers, dits « hilaliens ». 
Au XXe siècle, les mouvements d'exode rural mènent à l'apparition de koinès urbaines dans les grandes villes, qui seront également adoptées par une partie des Citadins de souche.

## Répartition
D'après les travaux de Jean Cantineau, réalisés entre 1937 et 1939, on distingue quatre parlers principaux:
- parlers pré-hilaliens, dits « sédentaires »[7] :
  - parlers pré-hilaliens citadins  "beldi" dans les villes de Tlemcen et de Mostaganem[8], anciennement parlés également à Oran, Mascara et Mazouna[6] ;
  - parlers pré-hilaliens montagnards des Traras et Msirdas et parlers judéo-arabes de la région ;
- parlers hilaliens, dits « nomades »[7] :
  - parlers telliens, répartis en deux groupes: les parlers de l'Est (proches des parles telliens du centre d'Algérie) et les parlers telliens de l'Ouest et une zone de transition entre ces deux parlers ;
  - parlers transitionnels entre les parlers telliens et sahariens dans les hauts-plateaux.

## Mots oranais d'origine espagnole
| Espagnol            | Prononciation oranaise     | Signification en français                                                             |
| ------------------- | -------------------------- | ------------------------------------------------------------------------------------- |
| lejía               | likhiya                    | eau de javel                                                                          |
| abogado             | bogado                     | avocat                                                                                |
| bolsa               | boursa                     | musette, sac.                                                                         |
| gusto               | gosto                      | Goût, dans le sens d'avoir un penchant, presqu'amoureux.                              |
| cabeza              | cabessa                    | tête                                                                                  |
| calentica (murcien) | calentica, karentika       | Préparation à base de pois-chiches                                                    |
| chancla             | chancla                    | Mule, savate (« Tirer comme un tchangla au foot, c'est pas vraiment être un Zidane ») |
| miseria             | miziria                    | misère                                                                                |
| servilleta          | serbita                    | serviette                                                                             |
| negro               | nigrou                     | noir (couleur de peau)                                                                |
| rojo                | roukhou                    | Blond                                                                                 |
| fiesta              | fichta                     | fête                                                                                  |
| toro                | toro                       | taureau                                                                               |
| coberta (catalan)   | couverta                   | couverture                                                                            |
| chocolate           | choclate, chicoula,cheklat | chocolat                                                                              |
| figura              | figoura                    | figure                                                                                |
| garfio              | garfo                      | fourchette                                                                            |
| larga               | larga                      | grande (se dit d'une femme)                                                           |
| familia             | familia                    | famille                                                                               |
| morena              | morena                     | la murène                                                                             |
| bote                | bote                       | botte                                                                                 |
| barato              | barato                     | Produit bon-marché, de qualité médiocre.                                              |
| cantina             | cantina                    | bar                                                                                   |
| cola                | cola                       | queue (faire la)                                                                      |
| basura              | bassura                    | ordures                                                                               |
| taberna             | t'barna                    | bar                                                                                   |
| tchenkla            | changla                    | sandale ou mule                                                                       |
| semana              | simana                     | semaine                                                                               |
| placita             | plassita                   | placette                                                                              |
| pelota              | bolita                     | Balle                                                                                 |
| pintura             | bantoura                   | peinture                                                                              |
| sabata (catalan)    | sebate                     | chaussure                                                                             |